# Conus teramachii
Conus teramachii é uma espécie de gastrópode do gênero Conus, pertencente a família Conidae.